# Tiếng Tolai
Tiếng Tolai là ngôn ngữ của người Tolai ở Papua New Guinea, một dân tộc sống trên bán đảo Gazelle tại tỉnh East New Britain.

## Tên gọi
Tài liệu thường gọi ngôn ngữ này là Tolai. Tuy vậy, Tolai thực ra là tên một nhóm văn hoá. Người Tolai gọi ngôn ngữ của họ là a tinata tuna, nghĩa là "ngôn ngữ thực". Kuanua có vẻ là một từ trong tiếng Ramoaaina nghĩa là "chỗ đó".

## Đặc điểm

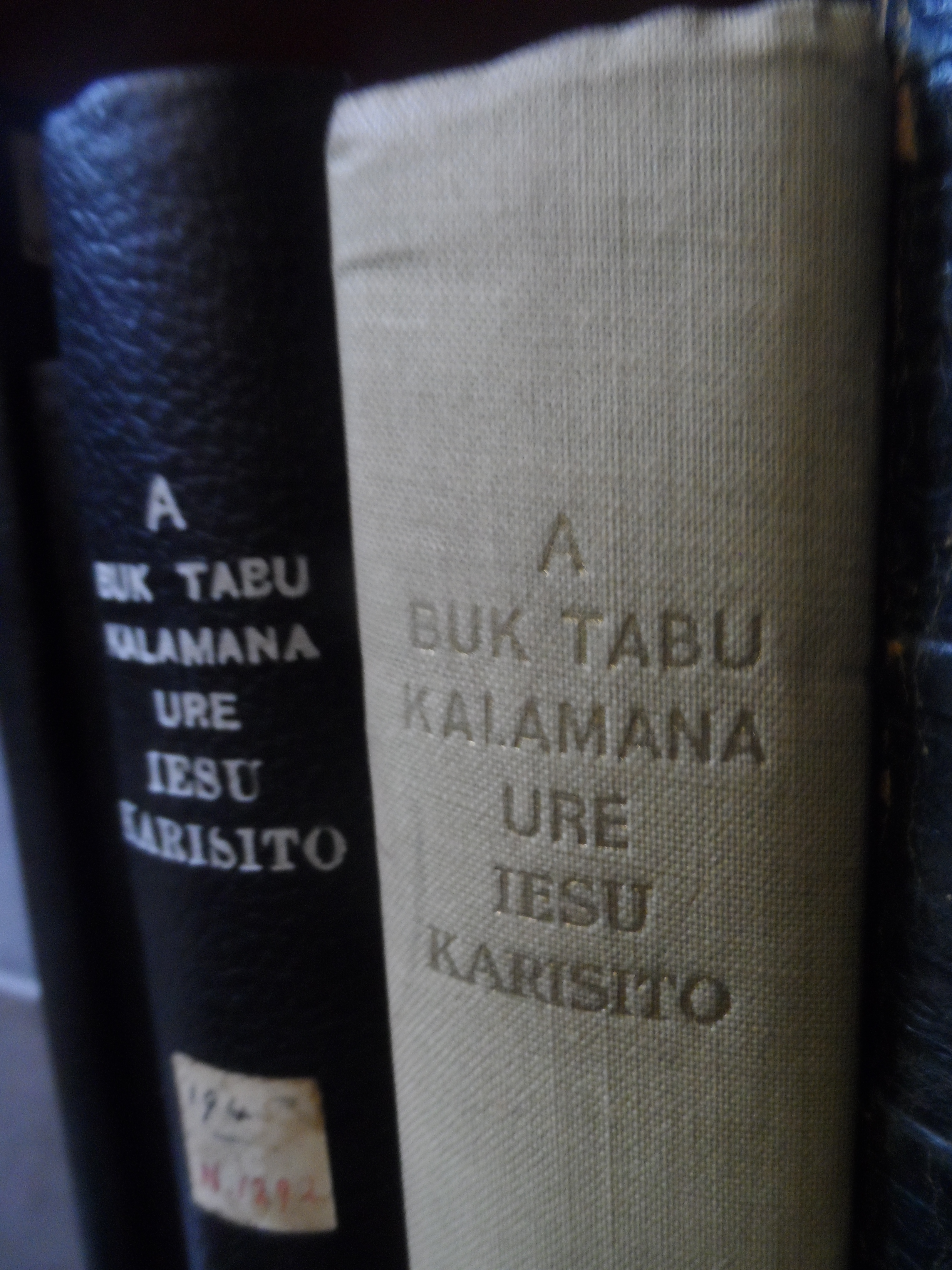
Tân Ước tiếng Tolai: A Buk Tabu Kalamana Ure Iesu Karisito: "Tân Thánh thư về Jesus Christ."

Trái với hiện trạng nhiều ngôn ngữ ở Papua New Guinea, tiếng Tolai là một ngôn ngữ "khoẻ mạnh", chưa chịu sự lấn át của Tok Pisin, dù tiếng Tolai vẫn mượn nhiều từ vượng từ Tok Pisin, chẳng hạn, braun (nâu) đã thay thế kubar, vilivil (xe đạp) đã thay thế aingau. Đây là ngôn ngữ giao tiếp chính ở hai trung tâm dân cư lớn ở East New Britain: Kokopo và Rabaul.
Một điểm đặc trưng của tiếng Tolai là sự biến mất của âm /s/. Ví dụ, từ 'mặt trời' trong những ngôn ngữ gần gũi tại Nam New Ireland là kesakese, còn từ đồng nguyên tiếng Tolai là keake. Tuy vậy, /s/ đã được tái nhập thông qua từ mượn tiếng Anh và Tok Pisin.

## Phân loại
Tiếng Tolai thuộc nhánh châu Đại Dương của ngữ hệ Nam Đảo. Chính xác hơn, nó nằm trong nhóm Patpatar–Tolai, cùng với tiếng Lungalunga (cũng nói trên bán đảo Gazelle) và tiếng Patpatar (nói trên New Ireland).

### Ảnh hưởng lên ngôn ngữ khác
Tiếng Tolai là một ngôn ngữ nên cho Tok Pisin. Một số từ Tok Pisin nhiều khả năng bắt nguồn từ Tolai (hay một ngôn ngữ gần gũi) kà:
aibika (từ ibika) - cây bụp mì

buai - trầu

diwai (từ dawai) - cây, gỗ

guria - đông đất

kawawar (từ kavavar) - gừng

kiau - trứng

lapun - người già

liklik (từ ikilik) - nhỏ

umben (từ uben) - lưới đánh cá

## Ngữ pháp

### Âm vị học
Âm vị tiếng Tolai là:
|           |           | Môi | Chân răng | Ngạc mềm |
| --------- | --------- | --- | --------- | -------- |
| Tắc       | vô thanh  | p   | t         | k        |
| Tắc       | hữu thanh | b   | d         | ɡ        |
| Mũi       | Mũi       | m   | n         | ŋ        |
| R         | R         |     | r         |          |
| Cạnh lưỡi | Cạnh lưỡi |     | l         |          |
| Xát       | Xát       | β   | s         |          |
| Tiếp cận  | Tiếp cận  | (w) |           |          |

|      | Trước | Giữa | Sau |
| ---- | ----- | ---- | --- |
| Đóng | i     |      | u   |
| Vừa  | e     |      | o   |
| Mở   |       | a    |     |

Những âm vị nguyên âm trên còn có tha âm [ɪ, ɛ, ʌ, ɔ, ʊ].

### Đại từ
Đại từ tiếng Tolai phân biệt bốn số (số ít (đơn), số đôi (kép), số tam (ba), số nhiều), ba ngôi (ngôi thứ nhất, thứ hai, thứ ba), đồng thời có sự phân biệt tính gộp (sự phân biệt chúng tôi-chúng ta). Không có sự phân biệt về giống.
|                         | Số đơn                  | Số đôi                 | Số tam                  | Số nhiều                       |
| ----------------------- | ----------------------- | ---------------------- | ----------------------- | ------------------------------ |
| Ngôi thứ nhất không gộp | iau (tôi)               | (a)mir (hai chúng tôi) | (a)mital (ba chúng tôi) | avet ([tất cả] chúng tôi)      |
| Ngôi thứ nhất gộp       | -                       | dor (hai chúng ta)     | datal (ba chúng ta)     | dat ([tất cả] chúng ta)        |
| Ngôi thứ hai            | u (bạn, mi, mày, cậu)   | (a)mur (hai bạn...)    | (a)mutal (ba bạn...)    | avat (các bạn, bây, chúng bây) |
| Ngôi thứ ba             | ia (anh/cô ta, hắn, nó) | dir (hai anh/cô ta...) | dital (ba anh/cô ta...) | diat (họ, chúng)               |

Đại từ số nhiều mất đuôi -t khi đứng trước đông từ. 'Da vana!' - 'Ta đi thôi!', 'Pa ave gire.' - 'Bọn tôi không thấy', 'Dia tar pot' - 'Họ đến rồi.'

### Cú pháp
Thứ tự từ cơ bản trong tiếng Tolai là SVO.